# Distrito electoral federal 9 de Michoacán
El Distrito electoral federal 9 de Michoacán es uno de los 300 distritos electorales en los que se encuentra dividido el territorio de México para la elección de diputados federales y uno de los 11 en los que se divide el estado de Michoacán de Ocampo. Su cabecera es la ciudad de Uruapan del Progreso.
El distrito 9 de Michoacán está ubicado en la región centro-occidente del estado. Desde el proceso de distritación de 2022 está conformado por los municipios de Nuevo Parangaricutiro, Taretan, Tingambato, Uruapan y Ziracuaretiro.

## Distritaciones anteriores

### Distritación 1996-2005
Entre 1996 y 2005 el distrito 9 tenía su cabecera en la ciudad de Uruapan del Progreso, sin embargo, la demarcación electoral incluía a los municipios de Charapan, Nuevo Parangaricutiro, Paracho, Taretan, Tingambato y Ziracuaretiro.

### Distritación 2005-2017
En 2005 se realizó un nuevo rediseño en el mapa distrital. Los municipios de Charapan y Paracho pasaron a formar parte del distrito 7 con cabecera en Zacapu, mientras que la demarcación de Gabriel Zamora fue integrada en el Distrito 9, luego de pertenecer al distrito 12 con cabecera en Apatzingán de la Constitución. Por lo que el Distrito 9 se integró por los municipios de Gabriel Zamora, Nuevo Parangaricutiro, Taretan, Tingambato, Uruapan y Ziracuaretiro.

### Distritación 2017-2022
En 2017 el distrito 9 pasó a estar formado por un solo municipio, debido a que el crecimiento poblacional de Uruapan provocó un redibujo distrital para equilibrar la representación de los distritos michoacanos. El municipio de Gabriel Zamora pasó a formar parte del distrito 1 con sede en Ciudad Lázaro Cárdenas; el municipio de Nuevo Parangaricutiro fue integrado en el distrito 12 con cabecera en Apatzingán; mientras que las demarcaciones de Taretan, Tingambato y Ziracuaretiro fueron incluidas en el distrito 11, cuya sede es la ciudad de Pátzcuaro.
En 2022 se volvió a modificar la composición de este distrito, al reintegrarse los municipios de Nuevo Parangaricutiro, Taretan, Tingambato y Ziracuaretiro, por lo que el distrito 9 perdió su composición representativa de un solo municipio.

## Diputados por el distrito
- LI Legislatura
  - (1979-1982): Alfonso Quintero Larios
- LII Legislatura
  - (1982-1985): Juan Villegas Torres
- LIII Legislatura
  - (1985-1988): Juan Carlos Velasco Pérez
- LIV Legislatura
  - (1988-1991): Raúl Reyes Ramírez
- LV Legislatura
  - (1991-1994): Jaime Calleja Andrade
- LVI Legislatura
  - (1994-1997): Roldán Álvarez Ayala
- LVII Legislatura
  - (1997-2000): Enrique Bautista Villegas
- LVIII Legislatura
  - (2000-2003): Jesús Garibay García
- LIX Legislatura
  - (2003-2006): Carlos Hernán Silva
- LX Legislatura
  - (2006-2009): Fausto Mendoza Maldonado
- LXI Legislatura
  - (2009-2012): Uriel López Paredes
- LXII Legislatura
  - (2012-2015): Socorro de la Luz Quintana León
- LXIII Legislatura
  - (2015-2018): Ángel II Alanís Pedraza
- LXIV Legislatura
  - (2018-2021): Ignacio Benjamín Campos Equihua
- LXV Legislatura
  - (2021-2024): Carlos Alberto Manzo Rodríguez
- LXVI Legislatura
  - (2024-2027): Guadalupe Araceli Mendoza Arias